# کارل لوتز
کارل لوتز (زاده ۳۰ مارس ۱۸۹۵ - درگذشته ۱۲ فوریه ۱۹۷۵) یک دیپلمات سوئیسی بود. او از سال ۱۹۴۲ تا پایان جنگ جهانی دوم به عنوان معاون کنسول سوئیس در بوداپست مجارستان خدمت می‌کرد و در نجات بیش از ۶۲٬۰۰۰ یهودی در طول جنگ جهانی دوم در یک عملیات بسیار بزرگ نجات نقش داشت.
به دلیل اقدامات او، نیمی از جمعیت یهودی بوداپست زنده ماندند و در طول هولوکاست به اردوگاه‌های مرگ نازی‌ها تبعید نشدند. از طرف ید وشم به او لقب درستکار در میان ملل اعطا شد.

## اقدامات در طول جنگ جهانی دوم

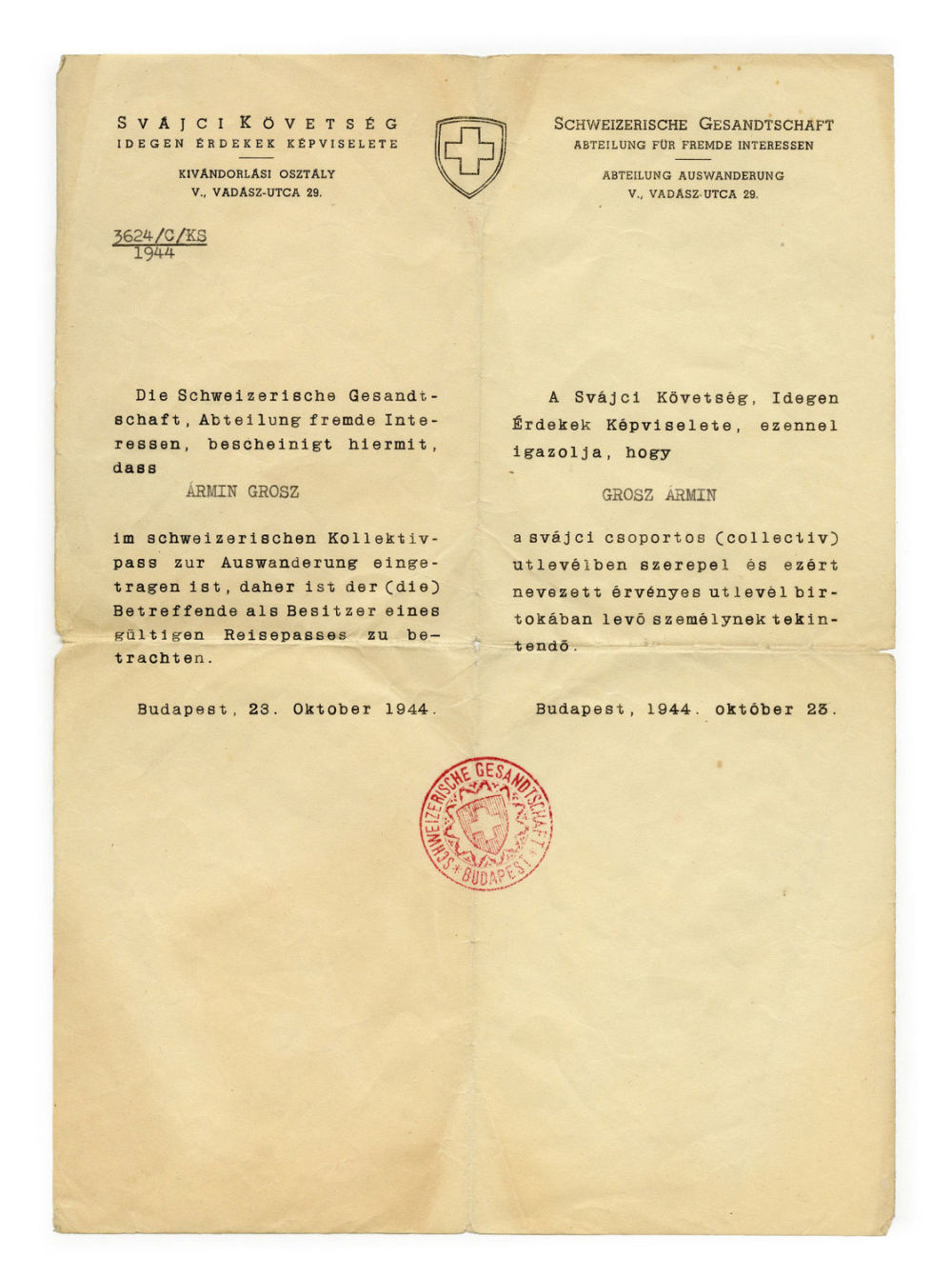
نامه حفاظت صادر شده توسط کارل لوتز در سال ۱۹۴۴. امروز در مجموعه موزه یهودیان سوئیس نگه‌داری می‌شود.

لوتز که در سال ۱۹۴۲ به عنوان معاون کنسول‌گری سوئیس در بوداپست مجارستان منصوب شد، سریعاً همکاری با آژانس یهود برای اسرائیل را آغاز کرد. او اسناد امان‌نامه سوئیسی را صادر کرد که تقریباً ۱۰٬۰۰۰ کودک یهودی مجار را قادر به مهاجرت کرد و بیش از ۶۲٬۰۰۰ یهودی را نجات داد.
هنگامی که نازی‌ها بوداپست را در سال ۱۹۴۴ تصرف کردند، شروع به تبعید یهودیان به اردوگاه‌های مرگ کردند. لوتز یک قرارداد ویژه با دولت مجارستان و نازی‌ها مذاکره کرد. او اجازه صدور امان‌نامه را برای ۸٬۰۰۰ یهودی مجارستانی برای مهاجرت به فلسطین گرفت.
لوتز عمداً مجوز را برای ۸٬۰۰۰ خانواده درخواست کرد نه افراد. علاوه بر آن ده‌ها هزار امان‌نامه صادر کرد که همه آنها دارای شماره بین یک تا ۸٬۰۰۰ بودند. او همچنین حدود ۷۶ خانه امن را در اطراف بوداپست ایجاد آنها را ضمیمه نمایندگی سوئیس کرد که بدین صورت نیروهای مجار یا سربازان نازی قابل ورود نبود. از جمله خانه‌های امن، «خانه شیشه‌ای» (Üvegház) در خیابان واداس ۲۹ بود. حدود ۳٬۰۰۰ یهودی مجار در خانه شیشه ای و در ساختمانی مجاورش پناه گرفتند.

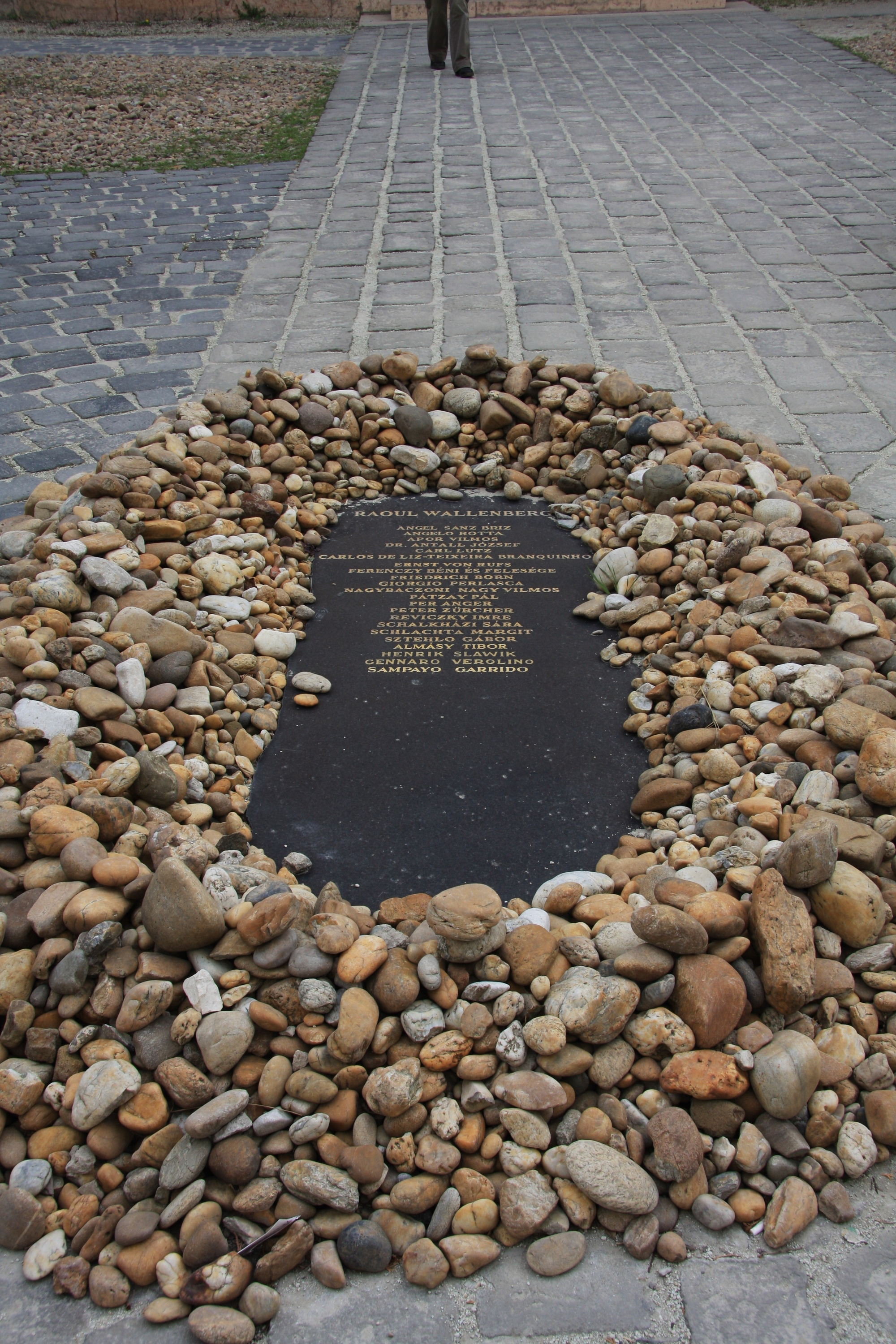
بنای یادبود رائول والنبری در کنیسه خیابان دوهانی در بوداپست. نام لوتز همراه با قهرمانان دیگر نشان می‌دهد.

لوتز همراه با دیگر دیپلمات‌های کشورهای بی‌طرف، مانند رائول والنبری، کارمند سفارت سوئد، کارلوس د لیز-تکسیرا برانکوینیو و سامپایو گاریدو در سفارت پرتغال، آنجلو روتا، نونسیوی سریر مقدس. آنجل سانز بریز، وزیر اسپانیایی، و بعداً جورجیو پرلاسکا، تاجر ایتالیایی که در سفارت اسپانیا کار می‌کرد، و فردریش بورن، نماینده سوئیسی کمیته بین‌المللی صلیب سرخ ماه‌ها بی وقفه برای جلوگیری از مرگ‌های برنامه‌ریزی شده مردم بی گناه تلاش کردند. او و همکارانش از اقدامات همتایان آلمانی و مجار خود طفره رفتند. لوتز به لطف مهارت‌های دیپلماتیک خود موفق شد مقامات مجارستانی و آلمانی نازی از جمله آدولف آیشمن را متقاعد کند که حداقل تا حدودی حمایت رسمی او از یهودیان مجارستانی را تحمل کنند. تلاش‌های لوتز برای تضعیف نسل‌کشی نازی‌ها چنان جسورانه و گسترده بود که در نوامبر ۱۹۴۴، پروکنسول ادموند ویزن مایر، نماینده آلمان در مجارستان، اجازه ترور وی را خواست کرد که برلین پاسخی نداد.